# Puysserampion
Puysserampion é uma comuna francesa na região administrativa da Nova Aquitânia, no departamento Lot-et-Garonne. Estende-se por uma área de 10,54 km². Em 2010 a comuna tinha 246 habitantes (densidade: 23,3 hab./km²).